# ألبير أوديرزو
ألبرتو ألياندرو أوديرزو (بالفرنسية: Albert Uderzo) ( 
نطق فرنسي: [albɛʁ ydɛʁzo]
؛ Italian: ‎[uˈdɛrtso]‏؛ 25 أبريل 1927 - 24 مارس 2020)، المعروف باسم ألبير أوديرزو، رسام كارتون وكاتب سيناريو فرنسي. يُعرف بأنه المؤسس المشارك والرسام لسلسلة أستريكس بالتعاون مع رينيه جوسيني. تقاعد أوديرزو في سبتمبر 2011.

## الجوائز
- 1985: حصل على وسام جوقة الشرف.
- 2005: التحقت بقاعة مشاهير جائزة أيزنر، الولايات المتحدة.
- 2007: حصل على وسام فارس من أسد هولندا [الإنجليزية].

## روابط خارجية
- ألبير أوديرزو على موقع IMDb (الإنجليزية)
- ألبير أوديرزو على موقع الموسوعة البريطانية (الإنجليزية)
- ألبير أوديرزو على موقع مونزينجر (الألمانية)
- ألبير أوديرزو على موقع ألو سيني (الفرنسية)
- ألبير أوديرزو على موقع ميوزك برينز (الإنجليزية)
- ألبير أوديرزو على موقع أول موفي (الإنجليزية)
- ألبير أوديرزو على موقع قاعدة بيانات الأفلام السويدية (السويدية)
- ألبير أوديرزو على موقع ديسكوغز (الإنجليزية)
- ألبير أوديرزو على موقع قاعدة بيانات الفيلم (الإنجليزية)
- ألبير أوديرزو على موقع كينوبويسك (الروسية)

- الموقع الرسمي Astérix
- "Albert Uderzo". Asterix International. مؤرشف من الأصل في 2004-12-08. Pre-1977 biography "Albert Uderzo". Asterix International. مؤرشف من الأصل في 2004-12-08. Pre-1977 biography "Albert Uderzo". Asterix International. مؤرشف من الأصل في 2004-12-08. Pre-1977 biography
- ألبير أوديرزو في قاعدة بيانات الأفلام على الإنترنت